# 고바야시 다이치
고바야시 다이치(일본어: 小林 大智, 1999년 1월 7일~)는 일본의 축구 선수이다.

## 구단 경력
그는 2021년 J3리그의 반라우레 하치노헤에 입단했다. 2023년 일본 풋볼 리그의 고치 유나이티드 SC로 이적했다. 2024년 일본 풋볼 리그 준우승으로 J3리그로 승격했다.